# Pstrokonie
Pstrokonie – wieś w Polsce, położona w województwie łódzkim, w powiecie zduńskowolskim, w gminie Zapolice. Znajduje się w odległości 10 km na południe od Zduńskiej Woli w pobliżu ujścia Widawki do Warty.
W latach 1975–1998 miejscowość administracyjnie należała do województwa sieradzkiego.

## Integralne części wsi
| SIMC    | Nazwa    | Rodzaj    |
| ------- | -------- | --------- |
| 0721314 | Zamoście | część wsi |

## Historia
W Pstrokoniach wykryto stanowiska archeologiczne z epoki mezolitu (środkowa epoka kamienia), kultury komornickiej i chojnicko-pieńkowskiej w postaci drobnych wyrobów krzemiennych używanych przez wyspecjalizowanych myśliwych, jak również duże cmentarzysko popielnicowe pokryte brukiem z okresu kultury łużyckiej. Stwierdzono tu także istnienie otwartej osady z tego okresu.
Pierwsza wzmianka z 1311, kiedy to Władysław Łokietek nadaje ją Wacławowi Liszowicowi. Z tej wsi wywodzą się znane na ziemi sieradzkiej dwa rody Pstrokońskich: herbu Poraj i h. Gąska. W XIX w. wieś należała do Walewskich, ostatnimi właścicielami (do 1939) byli Żółtowscy.

## Zabytki
Zachował się tu, w otoczeniu 4-hektarowego parku, eklektyczny pałacyk z XIX w., starannie odrestaurowany, obecnie wykupiony od gminy przez osobę prywatną. Jest to budynek piętrowy, dziewięcioosiowy, z dość ciekawym detalem architektonicznym (wzniesiony na rzucie prostokąta, z trójkondygnacyjną wieżą zachodnią), jest przykładem interesującej realizacji siedziby wiejskiej w tej części Sieradzkiego. Był tu też (obecnie nieistniejący) kopiec, na którym stał budynek drewniany. Była to najstarsza siedziba Pstrokońskich.
Przy drodze kapliczka murowana z rzeźbą św. Wawrzyńca z XIX w.
Według rejestru zabytków Narodowego Instytutu Dziedzictwa na listę zabytków wpisane są obiekty:
- zespół dworski, XIX w.:
  - dwór, nr rej.: 307/5/82 z 28.08.1982
  - park, nr rej.: 423/A z 28.12.1998

## Przyroda
W otaczającym dwór parku: platany, modrzewie, buki. Przy wjeździe do parku dwa dęby o obwodzie 500 i 350 cm.